# Eilenbourg
Eilenbourg (Eilenburg) est une ville de Saxe (Allemagne), située dans l'arrondissement de Saxe-du-Nord, dans le district de Leipzig.

## Eilenbourg en général
- Surface : 46,84 km2
- Bourgmestre : Hubertus Wacker
- District : Leipzig

## Quartiers
- Eilenburg-Berg
- Eilenburg-Centre
- Eilenburg-Est
- Wedelwitz
- Hainichen
- Kospa
- Behlitz
- Zschettgau
- Pressen
- Lotissement Karl Marx, initialement lotissement Paul Berck
- Lotissement Karl Liebknecht
- An der Heide
- Groitzscher Aue

## Des personnages d'Eilenbourg
(avril 2022).
Le contenu est difficilement compréhensible vu les erreurs de traduction, qui sont peut-être dues à l'utilisation d'un logiciel de traduction automatique.
À Eilenbourg étaient beaucoup de personnages historiques comme Martin Luther. Il a dit : « Eilenburg ist eine recht gesegnete Schmalzgrube ». Cela veut dire qu'on pouvait et bien sûr qu'on peut y manger très bien.
En plus:
- Franz Abt
- Karl Möbius